# Petersdorf (Mecklembourg)
Pour les articles homonymes, voir Petersdorf.
Petersdorf  est une ancienne municipalité allemande située dans le land de Mecklembourg-Poméranie-Occidentale et l'Arrondissement du Plateau des lacs mecklembourgeois.